# 莫斯科电动机械研究所
电动机械研究所（缩写为НИЭМИ），也称“昆采沃设计局”，是苏联与俄罗斯联邦一家从事陆军野战防空导弹系统的设计局。位于莫斯科昆采沃。

## 历史
根据1942年2月10日苏联国防委员会第1255号令、1942年2月15日苏联电力工业人民委员部第40号令，设立第465工厂及工厂设计局，以研发生产火力制导系统，1943年研制成功并大规模装备部队松-2炮瞄雷达。
1945年，工厂设计局改为第20中央设计局，第465厂成为该设计局的附属试验生产基地。局长兼代理厂长米海伊尔·勒沃维奇·斯利奥伯格。1946年，第20中央设计局改名第20研究所（NII-20），直属于乌斯季诺夫领导的苏联武器装备部，继续开发雷达系统。1950年，研制高空远程地对空导弹系统以保卫莫斯科成为苏联国防建设的重中之重，贝利亚亲自领导组建第1设计局（即现在的金刚石中央设计局），为了解决办公地点的问题，特将地处列宁格勒公路和瓦罗科拉姆公路交叉口的第20研究所紧急迁往莫斯科州昆采沃（当时还不属于莫斯科市区直至1960年行政区划调整），腾出来的大楼给第1设计局使用。第20研究所研发了陆军第一代野战防空的“圆圈”中程防空导弹系统、“黄蜂”近程防空导弹系统。 
1966年，第20研究所改名为“电动机械研究所”。随后开发了陆军第二代野战防空的道尔“护手”近程导弹系统与S-300V多通道远程导弹系统。1968年，韦涅明·巴甫洛维奇·叶菲莫夫开始领导研究所的科研工作。1969年至1983年任研究所所长兼总设计师。从1969年开始，出任S-300V总设计师。1975年出任道尔导弹系统总设计师。
1983年苏联政府以电动机械研究所为核心整合产业链下游研发机构与生产企业，创建安泰科研生产联合体。叶菲莫夫从1984年至1991年任研究所总设计师兼安泰科研生产联合体总设计师。  
从1988年开始研制陆军第三代野战防空导弹系统安泰-2500，叶菲莫夫任总设计师。后来开始了第三代野战防空的道尔-M1“短剑”系统的研制。
2009年，电动机械研究所并入了金刚石-安泰设计局。